# Ehrenpforte

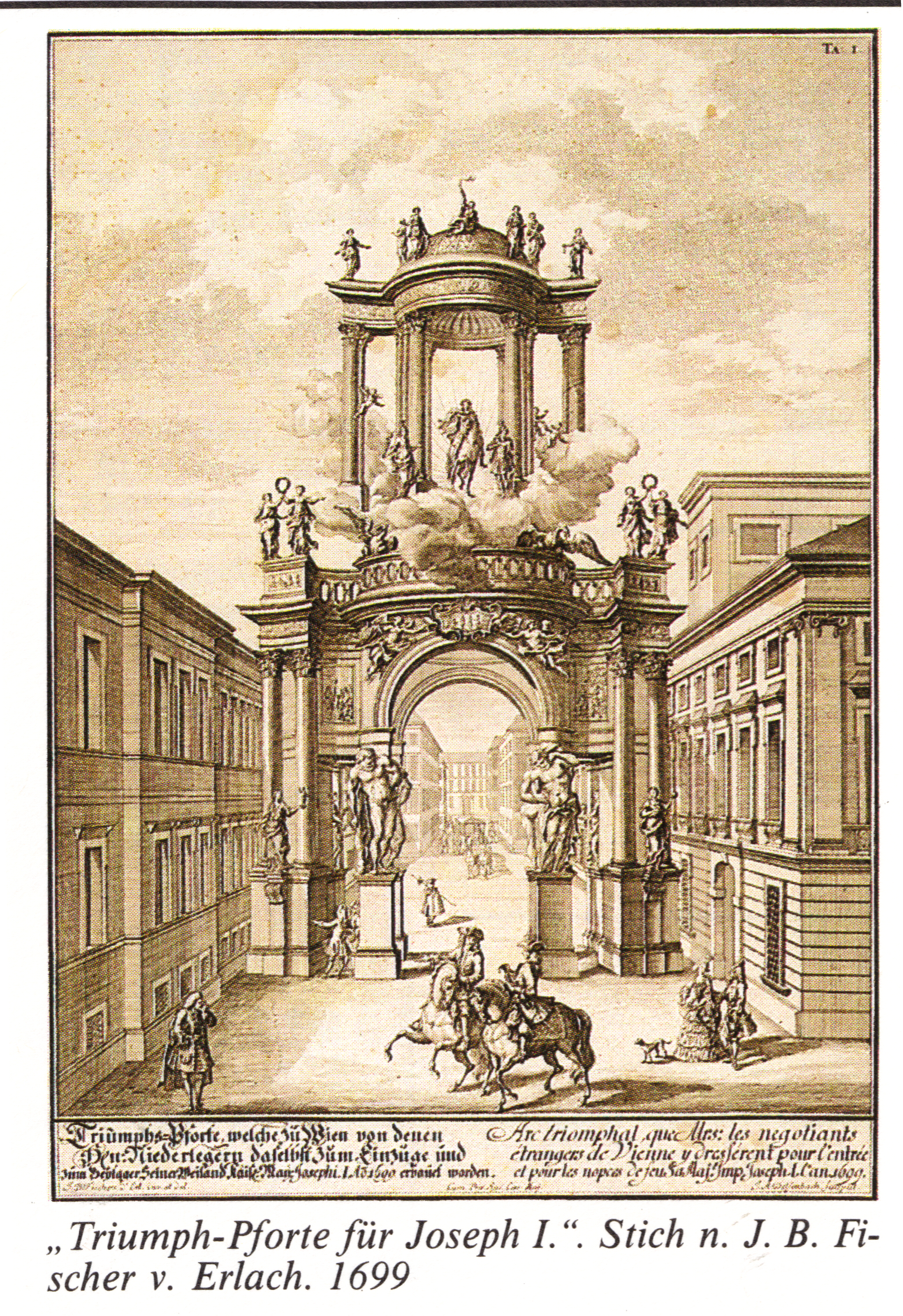
Ehrenpforte für Kaiser Joseph I. (HRR)

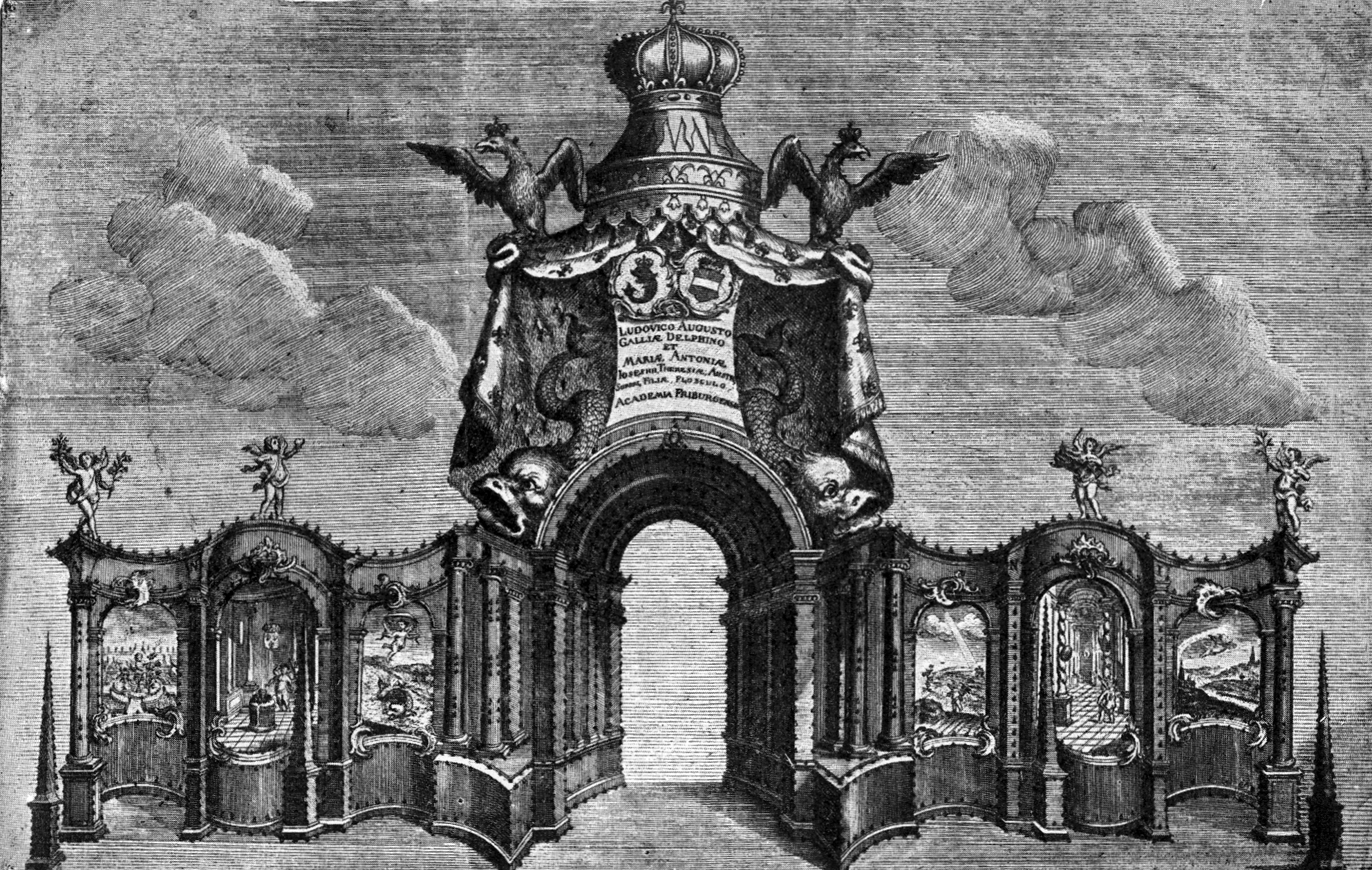
Ehrenpforte der Universität Freiburg aus Anlass der Durchfahrt von Marie Antoinette als Braut Ludwigs XVI.

Als Ehrenpforte werden provisorische oder, seltener, auf Dauer angelegte Torbauten bezeichnet, die aus Anlass besonderer Festlichkeiten (militärische Siege, Fürstenhochzeiten, Herrscherbesuche, kirchliche Hochfeste etc.) errichtet wurden oder werden.

## Begriff, Unterscheidung
Der Begriff wird auch im übertragenen Sinn verwendet, etwa bei der Ehrenpforte Maximilians I., einem Holzschnittwerk.
Von den Triumphbögen unterscheiden sich die Ehrenpforten nach Auffassung der Erbauer durch ihren ephemeren Charakter, die Ehrenpforten seien nur für einen aktuellen Anlass bestimmt gewesen, und entsprechend kamen für ihre Gestaltung unterschiedliche Materialien zur Anwendung: dauerhafte für die Triumphbögen und vergängliche für die Ehrenpforten.

## Geschichte
Ehrenpforten sind schon für das 12. Jahrhundert nachgewiesen. Kardinal Cencius Camerarius (Cencio Savelli) verweist 1192 in seinem Liber censuum auf solche Ehrenpforten für den Papst am Ostermontag. Sehr gebräuchlich war die Errichtung festlicher Ehrenpforten in den europäischen Städten ab dem 13. Jahrhundert, mit einem Schwerpunkt im 16. und 17. Jahrhundert.
Die Aufklärung betrachtete solche Bauten als unnütz. Kaiser Leopold II. (HRR) in Wien verweigerte etwa 1790 die Errichtung einer Ehrenpforte und ordnete an, das dafür vorgesehene Geld zur Ausstattung von 40 Landmädchen zu verwenden. Auch Friedrich II. (Preußen) hatte bei seinem siegreichen Einzug nach Berlin 1763 die für ihn errichtete Ehrenpforte als unnötige Ausgabe missbilligend zur Kenntnis genommen. Dennoch erhielt sich der Brauch bis ins 19. Jahrhundert und darüber hinaus, so dass er noch immer Gegenstand von Lehrbüchern war. Unter der Herrschaft des Nationalsozialismus wurde er beispielsweise wieder häufiger gepflegt.

## Beispiele aus Europa

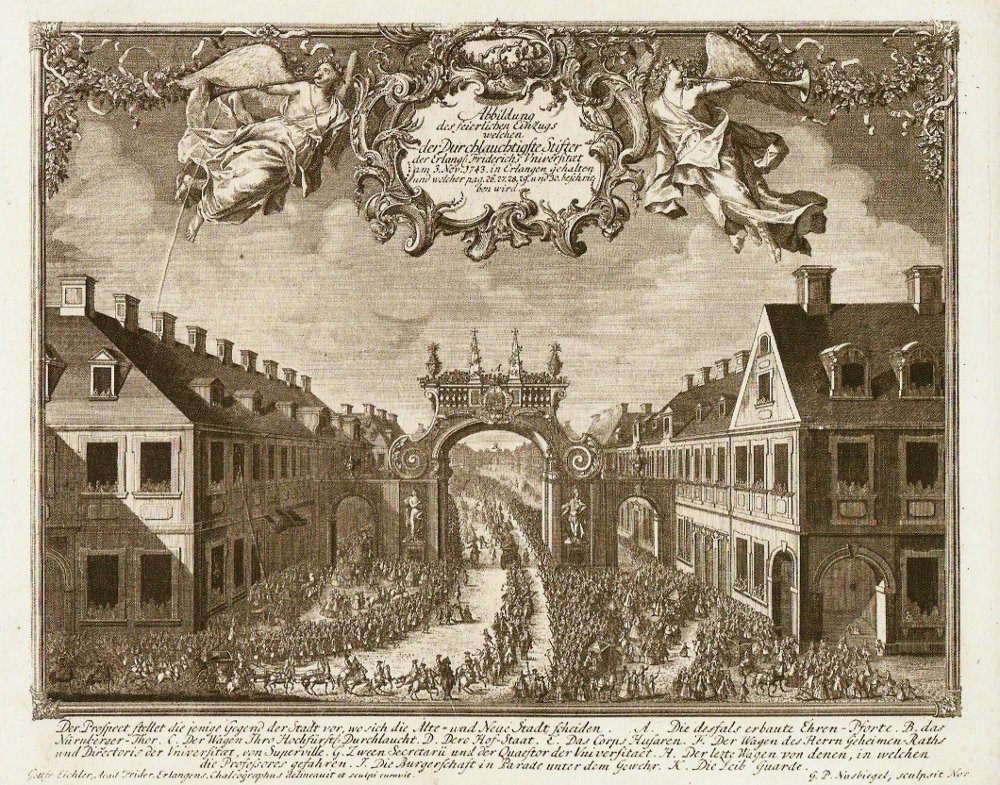
Ehrenpforte in Erlangen zur Einweihung der Universität, 1743
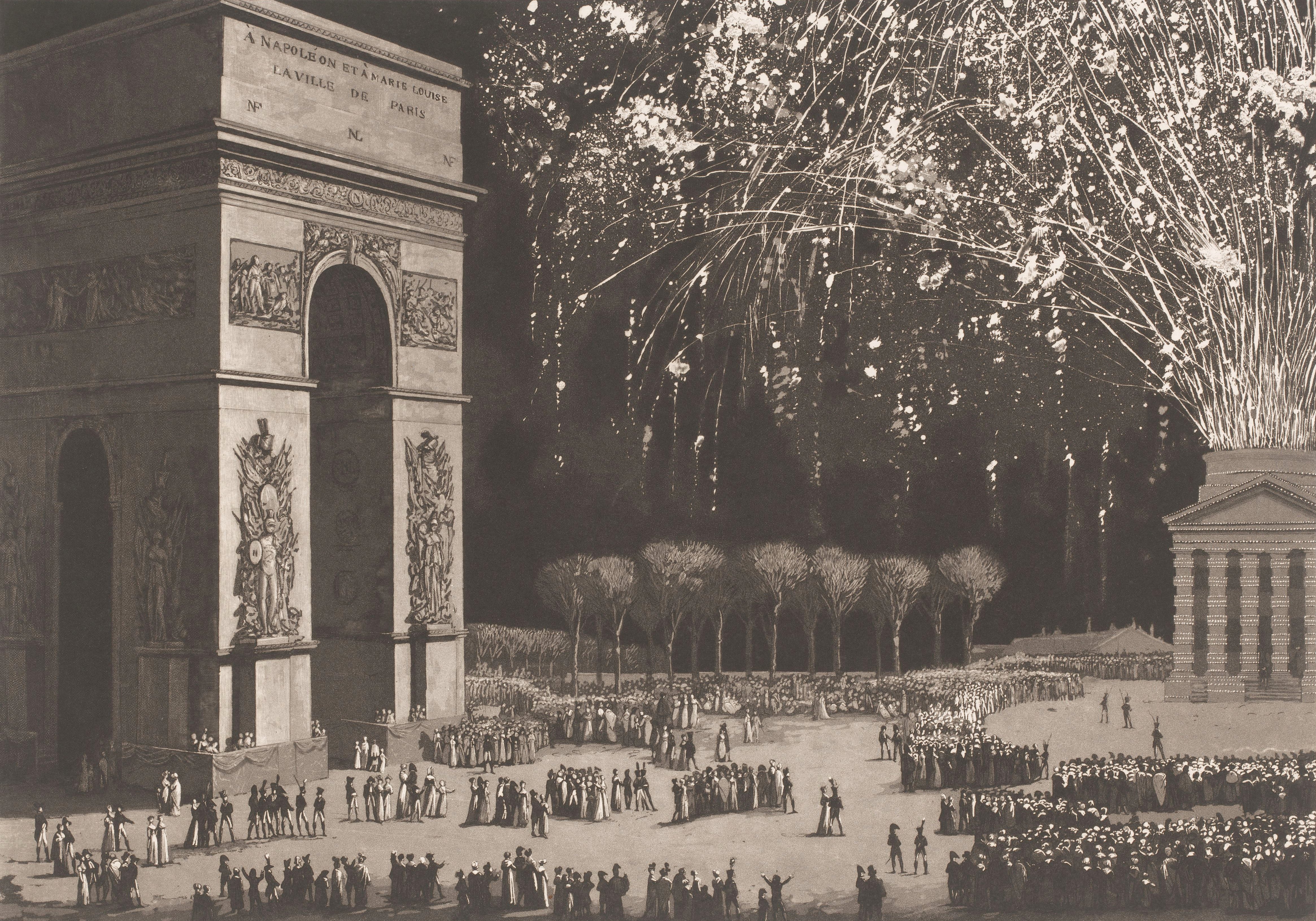
Provisorischer großer Triumphbogen (Paris) aus Holz und Stuck, 1810
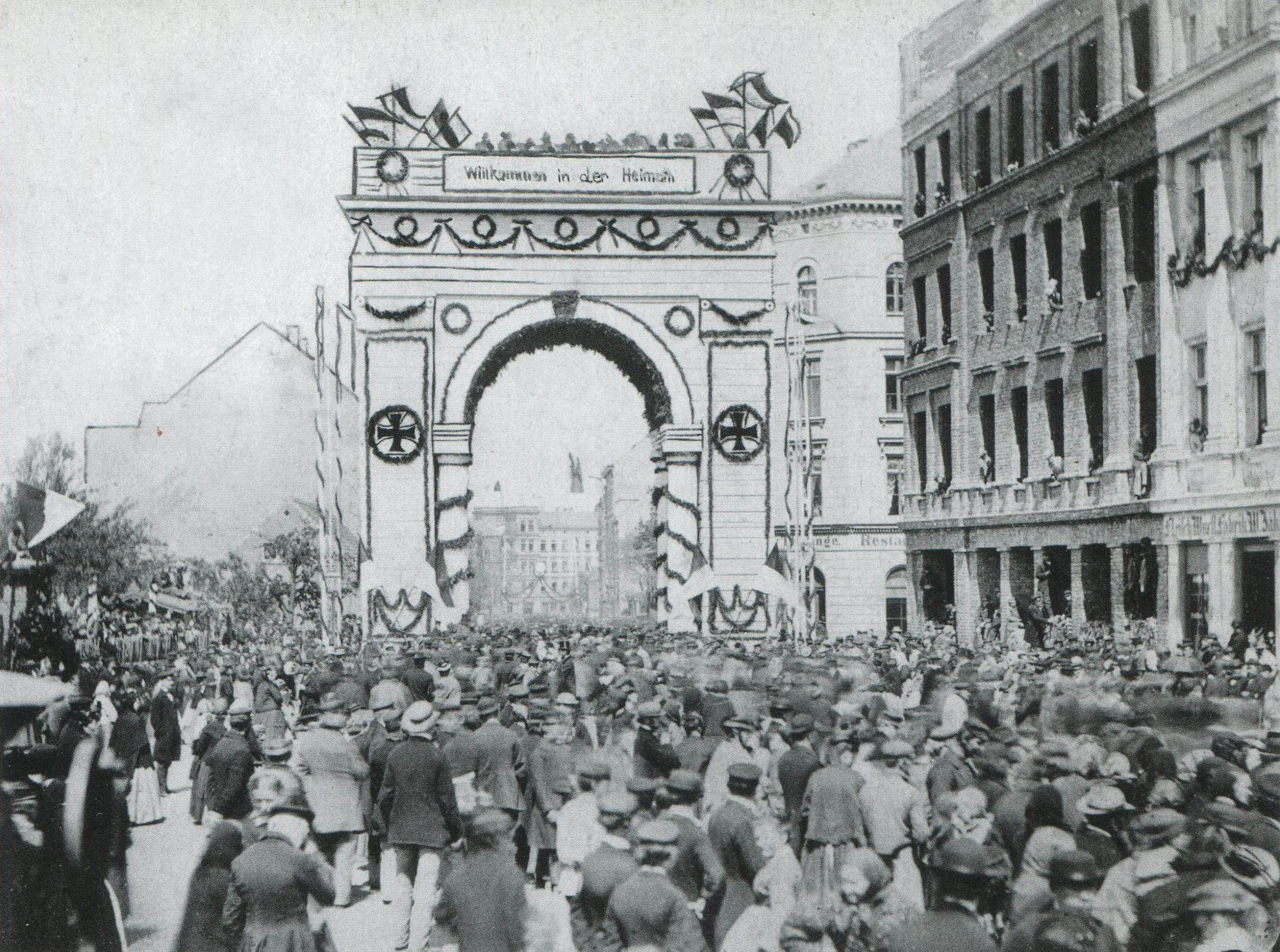
Ehrenpforte Görlitz, 1871
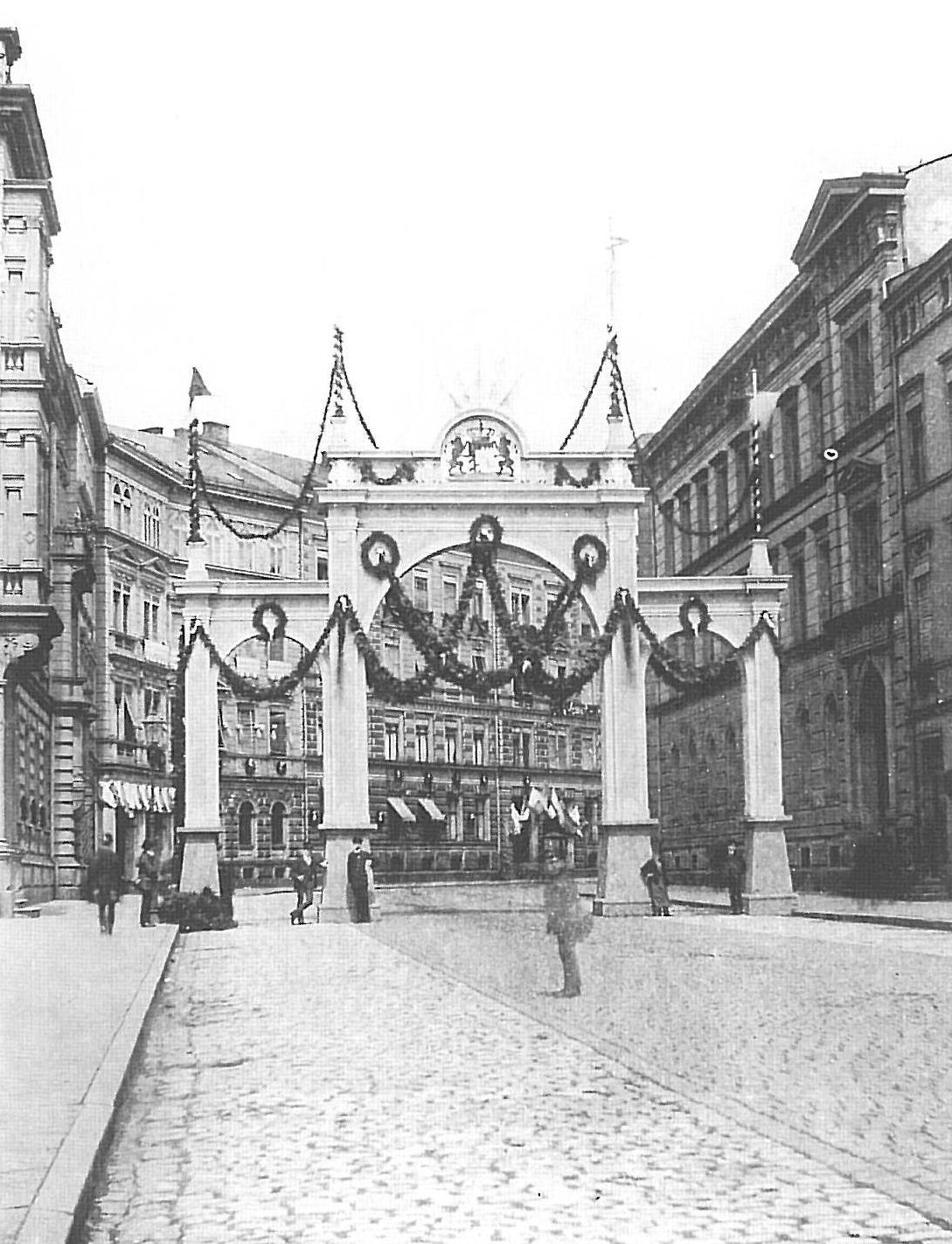
Ehrenpforte in Bamberg, 1887
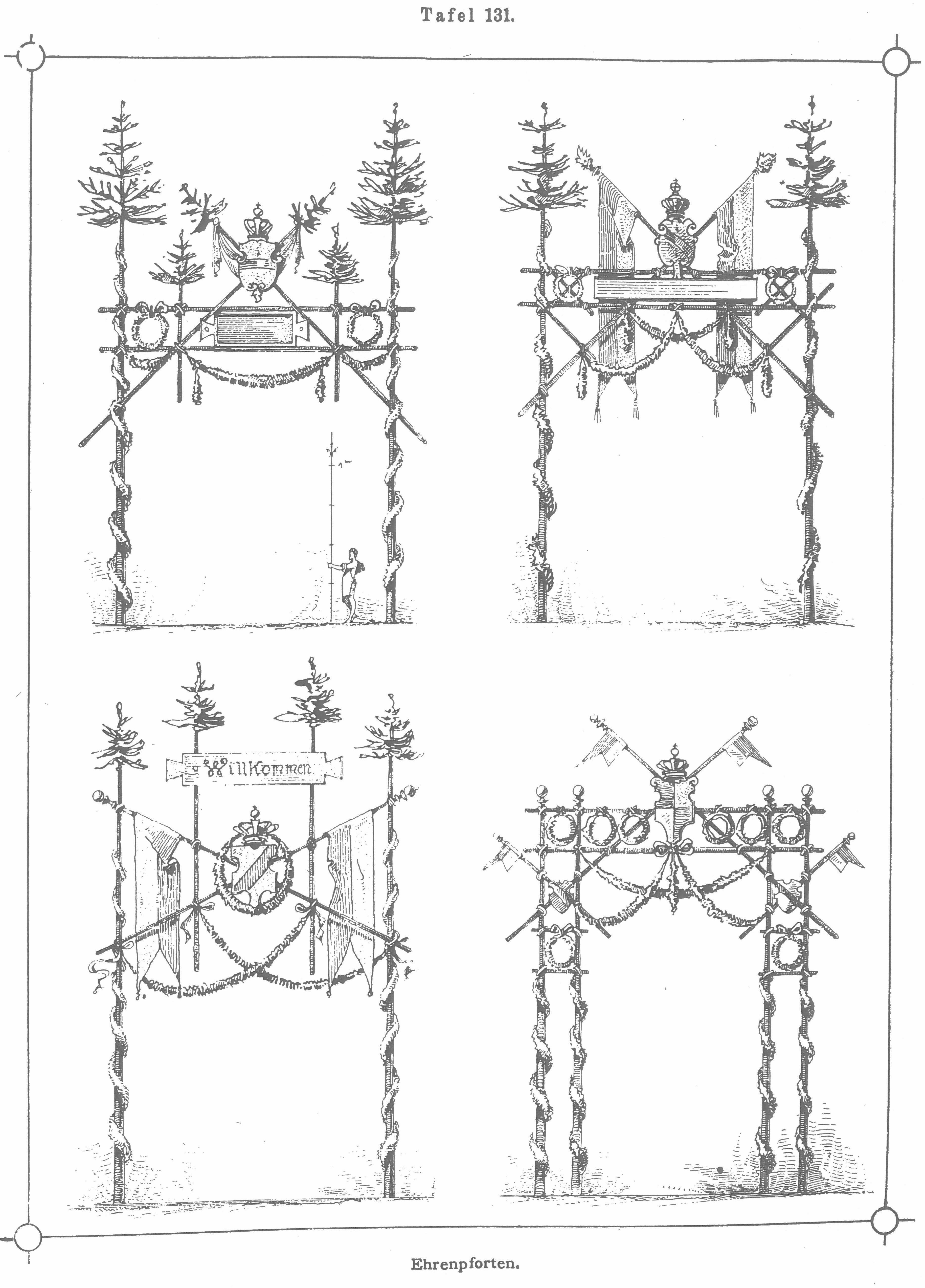
Ehrenpforten-Musterentwürfe in einem Zimmermanns-Lehrbuch von 1893
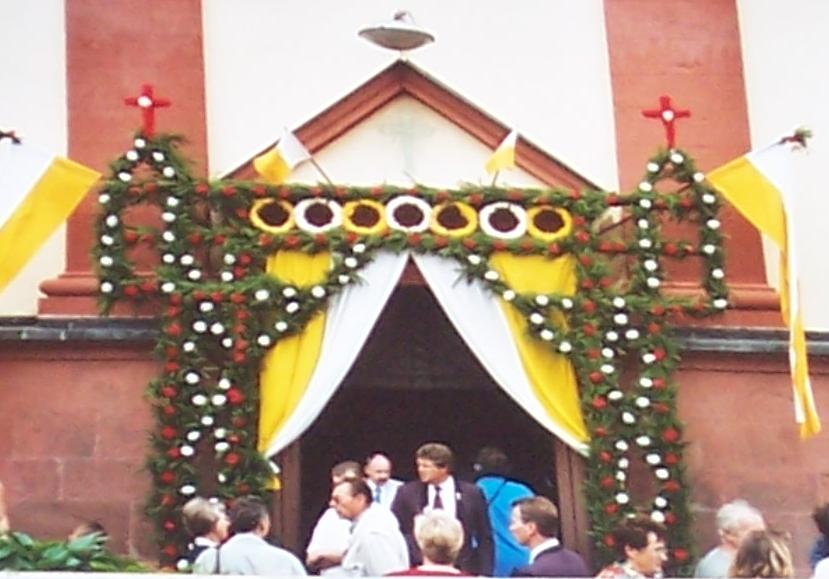
Ehrenpforte an der Kirche Mardorf, 2003